# マニフェスト (ロキシー・ミュージックのアルバム)
『マニフェスト』（Manifesto）は、ロキシー・ミュージックが1979年に発表したアルバム。通算6作目のスタジオ・アルバムに相当する。

## 解説

### 経緯
ロキシー・ミュージックは1975年10月に5作目のスタジオ・アルバム『サイレン』を発表。同月、イギリス・ツアー、11月から翌1976年3月までアメリカ・ツアーを行なった。『サイレン』はイギリスで高い評価を受けて売れ行きも好成績を上げ、シングル『恋はドラッグ』は全英シングルチャートで2位、アメリカのチャートでも30位を記録してアメリカ市場への本格的な参入のきっかけができたかに見えた。しかし彼等は1976年6月26日に突然解散を発表した。
1977年、ソロ活動に勤しんでいたブライアン・フェリー（ヴォーカル、キーボード）は、「我々は解散したのではない。長く一緒に活動して窮屈に感じたので、変化を求めて休息したのだ」と発言した。そして1978年の夏も終わろうとする頃、ロキシー・ミュージックの再結成が始まった。解散時の5名のメンバーのうち、デビュー以来のメンバーだったフェリー、アンディ・マッケイ（オーボエ、サクソフォーン）、フィル・マンザネラ（ギター）、ポール・トンプソン（ドラムス）が再結集した。リハーサルでは元エースのポール・キャラックがキーボード、元ココモのアラン・スペナーがベースを担当した。引き続いてロンドンのリッジ・ファーム・スタジオとベイシング・ストリート・スタジオで新作アルバムの制作が行なわれ、パンク・バンドのザ・バイブレイターズのメンバーだったゲイリー・ティブスが新たに参加した。
パンク・ムーヴメントが続く1979年2月、ロキシー・ミュージックは新作シングル『トラッシュ』が発表して音楽界に再登場した。そして3月、4年ぶりの新作アルバム『マニフェスト』が発表された。

### 内容
オリジナルLPはA面がイースト・サイド、B面がウエスト・サイドと名付けられた。

## 収録曲

### オリジナルLP
| #         | タイトル                                                         | 作詞・作曲                  | 時間  |
| --------- | ---------------------------------------------------------------- | --------------------------- | ----- |
| 1.        | 「マニフェスト Manifesto」                                       | Bryan Ferry, Phil Manzanera | 5:29  |
| 2.        | 「トラッシュ Trash」                                             | Ferry, Manzanera            | 2:14  |
| 3.        | 「エンジェル・アイズ Angel Eyes」                                | Ferry, Andy MacKay          | 3:32  |
| 4.        | 「スティル・フォールズ・ザ・レイン Still Falls the Rain」        | Ferry, Manzanera            | 4:13  |
| 5.        | 「ストロンガ―・スルー・ジ・イヤーズ Stronger Through the Years」 | Ferry                       | 6:16  |
| 合計時間: | 合計時間:                                                        | 合計時間:                   | 21:44 |

| #         | タイトル                                 | 作詞・作曲       | 時間  |
| --------- | ---------------------------------------- | ---------------- | ----- |
| 1.        | 「エイント・ザット・ソー Ain't That So」 | Ferry            | 5:39  |
| 2.        | 「マイ・リトル・ガール My Little Girl」  | Ferry, Manzanera | 3:17  |
| 3.        | 「ダンス・アウェイ Dance Away」          | Ferry            | 4:20  |
| 4.        | 「クライ・クライ・クライ Cry Cry Cry」   | Ferry            | 2:55  |
| 5.        | 「スピン・ミー・ラウンド Spin Me Round」 | Ferry            | 5:15  |
| 合計時間: | 合計時間:                                | 合計時間:        | 21:26 |

### CD
| #         | タイトル                                                         | 作詞・作曲                  | 時間  |
| --------- | ---------------------------------------------------------------- | --------------------------- | ----- |
| 1.        | 「マニフェスト Manifesto」                                       | Bryan Ferry, Phil Manzanera | 5:29  |
| 2.        | 「トラッシュ Trash」                                             | Ferry, Manzanera            | 2:14  |
| 3.        | 「エンジェル・アイズ Angel Eyes」                                | Ferry, Andy MacKay          | 3:32  |
| 4.        | 「スティル・フォールズ・ザ・レイン Still Falls the Rain」        | Ferry, Manzanera            | 4:13  |
| 5.        | 「ストロンガ―・スルー・ジ・イヤーズ Stronger Through the Years」 | Ferry                       | 6:16  |
| 6.        | 「エイント・ザット・ソー Ain't That So」                         | Ferry                       | 5:39  |
| 7.        | 「マイ・リトル・ガール My Little Girl」                          | Ferry, Manzanera            | 3:17  |
| 8.        | 「ダンス・アウェイ Dance Away」                                  | Ferry                       | 4:20  |
| 9.        | 「クライ・クライ・クライ Cry Cry Cry」                           | Ferry                       | 2:55  |
| 10.       | 「スピン・ミー・ラウンド Spin Me Round」                         | フェリー                    | 5:15  |
| 合計時間: | 合計時間:                                                        | 合計時間:                   | 43:10 |

## 参加メンバー

### ミュージシャン
裏ジャケットには7名のミュージシャンの名前が以下の順番で記された。担当楽器は資料を参考にした。
- ブライアン・フェリー　Bryan Ferry – ヴォーカル、キーボード
- フィル・マンザネラ　Phil Manzanera – ギター
- アンディ・マッケイ　Andy MacKay – オーボエ、サクソフォーン
- ゲイリー・ティブス　Gary Tibbs – ベース
- ポール・トンプソン　Paul Thompson – ドラムス
- アラン・スペナー　Alan Spenner – ベース
- ポール・キャラック　Paul Carrack – キーボード

### 制作
- エンジニア – レット・デイヴィス、ジミー・ダグラス　Jimmy Douglass、フィル・ブラウン　Phill Brown、ランディー・メイソン
- カヴァー – ブライアン・フェリー、アントニー・プライス　Antony Price、ニール・カーク、サリー・フェルドマン、クリーム
- プロデューシング – ロキシー・ミュージック

## ツアー
本作の発表に伴うツアーは、1979年2月24日のストックホルム公演で始まった。メンバーはフェリー、マンザネラ、マッケイ、トンプソン、ティブス、デヴィッド・スキナー（キーボード）の6人。ヨーロッパ・ツアーに続いてアメリカ・ツアー、さらに4月末には初の日本公演が行なわれ、5月の約3週間のイギリス・ツアーで幕を閉じた
ヨーロッパ・ツアーではワイヤー、イギリス・ツアーではザ・ツーリスツがコンサートの第一部を務めた。イギリス・ツアーのマンチェスター公演の模様はグラナダ・テレビジョンで放映され、後に約一時間に編集されてVHSとして発売された。